# Liste der portugiesischen Botschafter in Slowenien
Die Liste der portugiesischen Botschafter in Slowenien listet die Botschafter der Republik Portugal in Slowenien auf. Die beiden Staaten unterhalten seit der slowenischen Unabhängigkeit 1992 direkte diplomatische Beziehungen.
Zwischen 2005 und 2013 unterhielt Portugal in der slowenischen Hauptstadt Ljubljana eine eigene Botschaft, seither ist für Slowenien wieder der portugiesische Botschafter in Wien zuständig, der dazu in Ljubljana doppelakkreditiert wird.

## Missionschefs
| Name                                               | Bild      | Akkreditierungsdatum           | Anmerkungen                                                                                 |
| Slowenien                                          | Slowenien | Slowenien                      | Slowenien                                                                                   |
| -------------------------------------------------- | --------- | ------------------------------ | ------------------------------------------------------------------------------------------- |
| Octávio Neto Valério                               |           | 1993                           | erster Botschafter Portugals in Slowenien, mit Amtssitz in Wien, 10. März 1993 akkreditiert |
| Álvaro José Mendonça e Moura                       |           | 1996                           | Botschafter mit Amtssitz Wien, am 14. Februar 1996 akkreditiert                             |
| João Rosa Lã                                       |           | 1999                           | Botschafter mit Amtssitz Wien, am 14. Juli 1999 akkreditiert                                |
| Maria do Carmo de Sousa Pinto Allegro de Magalhães |           | 19. Mai 2005 bis 1. Mai 2012   | Botschafterin mit Amtssitz Ljubljana                                                        |
| Leonor Esteves                                     |           | 2. Mai 2012 bis 4. August 2013 | Übergangs-Geschäftsträgerin                                                                 |
| Pedro Moitinho de Almeira                          |           | bis 2017                       | Botschafter mit Amtssitz Wien                                                               |
| António Carlos Carvalho de Almeida Ribeiro         |           | seit 2017 bis ?                | Botschafter mit Amtssitz Wien                                                               |
| Miguel Maria Simões Coelho de Almeida e Sousa      |           | seit 4.10.2022                 | Botschafter mit Amtssitz Wien                                                               |